# 히메시 파텔
히메시 지텐드라 파텔(영어: Himesh Jitendra Patel, 1990년 10월 13일 ~ )은 잉글랜드의 배우이다.

## 출연 작품

### 영화
- 예스터데이 (2019) - 잭 말릭 역
- 에어로너츠 (2019) - 존 역
- 테넷 (2020) - 마히르 역
- 돈 룩 업 (2021) - 필립 역
- 어메이징 모리스 (2022) - 키스 역 (애니메이션)

### 텔레비전
- 이스트엔더스 (2007-16)